# Relhania decussata
Relhania decussata là một loài thực vật có hoa trong họ Cúc. Loài này được L'Hér. miêu tả khoa học đầu tiên năm 1788.